# Eukoenenia christiani
Eukoenenia christiani (кененія мальтійська) — вид павукоподібних ряду Кененії (Palpigradi).

## Поширення
Вид є ендеміком Мальти. Мешкає лише у печері Гіргенті поблизу міста Рабат .

## Опис
Розмір тіла сягає 1,2 мм завдовжки.